# ArnaqueMoiSiTuPeux
 (mai 2024).
La mise en forme du texte ne suit pas les recommandations de Wikipédia : il faut le « wikifier ».
Les points d'amélioration suivants sont les cas les plus fréquents :
- Les titres sont pré-formatés par le logiciel. Ils ne sont ni en capitales, ni en gras.
- Le texte ne doit pas être écrit en capitales (les noms de famille non plus), ni en gras, ni en italique, ni en « petit »…
- Le gras n'est utilisé que pour surligner le titre de l'article dans l'introduction, une seule fois.
- L'italique est rarement utilisé : mots en langue étrangère, titres d'œuvres, noms de bateaux, etc.
- Les citations ne sont pas en italique mais en corps de texte normal. Elles sont entourées par des guillemets français : « et ».
- Les listes à puces sont à éviter, des paragraphes rédigés étant largement préférés. Les tableaux sont à réserver à la présentation de données structurées (résultats, etc.).
- Les appels de note de bas de page (petits chiffres en exposant, introduits par l'outil «  Source ») sont à placer entre la fin de phrase et le point final[comme ça].
- Les liens internes (vers d'autres articles de Wikipédia) sont à choisir avec parcimonie. Créez des liens vers des articles approfondissant le sujet. Les termes génériques sans rapport avec le sujet sont à éviter, ainsi que les répétitions de liens vers un même terme.
- Les liens externes sont à placer uniquement dans une section « Liens externes », à la fin de l'article. Ces liens sont à choisir avec parcimonie suivant les règles définies. Si un lien sert de source à l'article, son insertion dans le texte est à faire par les notes de bas de page.
- La présentation des références doit suivre les conventions bibliographiques. Il est recommandé d'utiliser les modèles {{Ouvrage}}, {{Chapitre}}, {{Article}}, {{Lien web}} et/ou {{Bibliographie}}. Le mode d'édition visuel peut mettre en forme automatiquement les références.
- Insérer une infobox (cadre d'informations à droite) n'est pas obligatoire pour parachever la mise en page.

Pour une aide détaillée, merci de consulter Aide:Wikification.
Si vous pensez que ces points ont été résolus, vous pouvez retirer ce bandeau et améliorer la mise en forme d'un autre article.
ArnaqueMoiSiTuPeux, anciennement connue sous le pseudo de Lili Sphincter, est une croque-escroc et streameuse sur Twitch,, TikTok et YouTube de son vrai nom Lili S., ou Leslie, et est âgée de 37 ans
Avec notamment son personnage de José,, elle traque les brouteurs, leur fait perdre du temps et fait de la prévention contre les arnaques en ligne.

## Biographie
ArnaqueMoiSiTuPeux est une mère au foyer de 37 ans vivant en Haute-Savoie. C'est en recevant un sms d'un inconnu qui s'avèrera être un brouteur qu'elle comprend que quelque chose ne va pas dans les messages, lors du confinement, qu'elle a commencé à s'intéresser au phénomène qu'elle ne connaissait pas avant. Elle engage la conversation en se faisant passer pour un des personnages de la série de films Les Visiteurs,. Elle découvre l'envers du décor avec les différentes arnaques et les victimes de ces escroqueries qui peuvent être sous emprise et donner beaucoup d'argent (parfois des centaines de milliers d'euros), et décide de consacrer du temps à aider, accompagner les victimes, et faire perdre du temps aux brouteurs, récupérer leurs informations. Une victime qu'elle a conseillé a pu voir son brouteur faisant du bara pitié, arrêté en Côte D'Ivoire.
Elle collabore avec d'autres croque-escrocs et expert du sujet comme Sandoz, Lalain,, Centho,, Victor Baissait MikeDyson21 ou Salim Ejnaïni.
Elle a plus de 45 000 abonnés sur TikTok où elle fait de la prévention contre les arnaques en ligne et traque les brouteurs parfois avec humour et intervient à la télévision, la presse et la radio pour faire de la pédagogie et de la prévention,
Elle fait régulièrement des lives sur différentes plateformes (Twitch,, TikTok et YouTube), où elle incarne divers personnages (dont un récurrent appelé José, un simple d'esprit, plutôt riche, travaillant dans une ferme d'autruche et ayant un poney appelé Grispoil que les brouteurs pensent pouvoir arnaquer facilement,,) pour gagner la confiance des brouteurs, leur faire perdre un maximum de temps, récupérer des informations sur eux et essaye de retrouver leurs victimes pour les prévenir. Tout commence par un brouteur trouvé par son complice Victor Baissait, qui incarne un vieux père (un brouteur expérimenté) qui lui donc donne le brouteur en indiquant à ce dernier quoi dire pour entrer en contact avec José ou un des autres personnages avec des textes bidons,. Elle a pu garder des brouteurs plus d'un an. 
Il s'agit aussi d'expliquer à son audience comment certaines arnaques effectuées par les brouteurs fonctionnent comme: la sextorsion, l'arnaque aux sentiments, l'arnaque à la célébrité, l'arnaque aux dons, le bara pitié, l'arnaque à l'héritage, etc et quoi faire si on en est victime, les moyens favoris de payement des brouteurs, leurs méthodes, leurs vocabulaires, leurs codes, les nouvelles arnaques, les différences entre les pays, etc.
En 2025, elle créé l'association ArnaqueMoiSiTuPeux,, avec d'autres experts du sujet comme Lalain ou Victor Baissait pour accompagner et venir en aide aux victimes ainsi qu'à leurs proches.